# Akara itańska
Akara itańska (Krobia itanyi) – gatunek słodkowodnej ryby z rodziny pielęgnicowatych (Cichlidae).

## Występowanie
Ameryka Południowa. Dorzecze rzeki Marowijne w Surinamie i Gujanie Francuskiej.
Żyje w niewielkich, płytkich, wolno płynących rzekach z kamienisto-mulistym dnem. Występuje razem z następującymi gatunkami: Guianacar owroewefi, Pyrrhulina filamentosa, Cyphocharax spilurus, Hemigrammus guyanensis i Heptapterus longior.

## Cechy morfologiczne
Osiąga 12,5 cm długości standardowej. 
Samce są nieco większe i jaskrawiej ubarwione niż samice, mają wydłużone płetwy grzbietową, odbytową i płetwy brzuszne oraz wyższą podstawę płetwy ogonowej. 

## Odżywianie
Żywi się niewielkimi skorupiakami i larwami owadów.

## Rozród
Tarlaki czyszczą płaski kamień, na którym samica składa około 500 ziaren ikry. W tym czasie przejawiają zachowania terytorialne.

## Znaczenie
Hodowana w akwariach.